# Каражота
Каражота (каз. Қаражота) — село в Енбекшиказахском районе Алматинской области Казахстана. Административный центр Каражотинского сельского округа. Код КАТО — 194053100.

## Население
В 1999 году население села составляло 2737 человек (1410 мужчин и 1327 женщин). По данным переписи 2009 года, в селе проживало 3728 человек (1875 мужчин и 1853 женщины). В 2021 году население села около 4858 человек (2411 мужчин и 2437 женщины).

## Топографические карты
- Лист карты K-44-13 Чилик. Масштаб: 1 : 100 000. Состояние местности на 1979 год. Издание 1984 г.